# 그라니코스 전투
그라니코스 강 전투는 기원전 334년 5월 알렉산드로스 대왕이 페르시아 제국 사이에서 벌어진 세 번의 주요 격전 중 최초의 전투이다. 트로이 시가 있었던 곳 근처인 소아시아의 북서쪽에서 전투가 벌어졌으며 알렉산드로스 대왕은 이곳에서 로도스의 멤논이 지휘하는 그리스 용병대가 포함되어 있는 소아시아의 페르시아 사트라프(태수)의 군대를 격파하였다.
이 전투는 알렉산드로스 대왕의 군대가 아비도스를 출발한 후 그라니코스 강(오늘날의 비가 카이;Biga Çayı)을 건너 다스킬리움(오늘날의 터키 에르길리 근교)으로 가는 도중에 벌어졌다.

## 배경
알렉산드로스 대왕은 아버지 필리포스 2세가 암살당한 후 국내의 통합을 공고히 하고 기원전 334년 아시아로 출발하였다.
알렉산드로스 대왕은 세스토스에서 아비도스로 향하는 항로를 이용해 헬레스폰토스 해협을 건넜다. 이곳에서 프리기아 태수의 치소가 있는 다스킬리움으로 진군하였다. 많은 페르시아 총독들은 제레아(Zelea) 마을에 병력을 집결시키고 그라니코스 강둑에서 알렉산드로스 대왕을 도발하였다.
멤논은 군량과 보급품이 될 만한 것을 일체 태워버리고 알렉산드로스 대왕으로부터 도망치는 청야전술을 제안하였으나, 지휘권을 가진 태수는 멤논의 제안을 거부하였다.

## 페르시아군의 배치
아리아노스, 디오도로스 시켈로스, 플루타르코스는 각각 이 전투에 대하여 자신들의 저서에서 언급하고 있는데, 이들 중 아리아노스의 기록이 가장 세밀하다. 페르시아 인들은 자신들의 기병을 보병들 앞에 배치하고 강의 오른쪽(동쪽)에 병사들을 정렬시켰다.
역사가들은 페르시아군의 배치가 과연 적절한 것이었는지 의견이 분분하다. 일부 역사가들은 이러한 배치는 페르시아군의 전술적 실책이었다고 지적하나, 다른 이들은 페르시아 군이 기병의 수적 우위를 이용하려 하였다고 말하고 있고 하였으며 윌리엄 타른 경(Sir William Tarn)은 “페르시아군 사령관들은 사실 아주 적절한 계획을 가지고 있었다. 페르시아군은 알렉산드로스 대왕을 전사시켜서 가능한 한 초기에 전쟁을 끝내려 하였다”라고 말했다.

## 전투

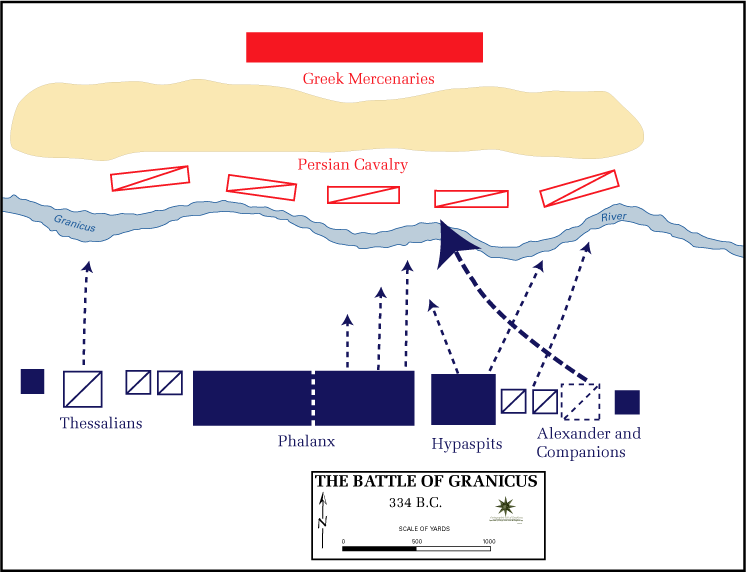
그라니코스 강 전투에서 양군 포진. 중앙을 좌우로 흐르는 그라니코스 강의 맞은편에서 방어하는 페르시아 군(적색)은 전면에 궁기병, 후방에 그리스 용병인 보병을 배치했다. 공격하는 마케도니아 원정군은 알렉산도로스 대왕이 지휘하는 우익이 중앙을 향해 비스듬히 움직이는 형태의 공격을 시작했다.

알렉산드로스의 군세는 아비도스에서 진군하여 5월의 3일째 되는 날 페르시아 군과 마주하였다. 알렉산드로스 대왕 휘하의 부사령관 파르메니온은 강의 상류를 넘어 다음날 새벽 기습을 가하자는 작전을 상신하였다. 그러나 알렉산드로스 대왕은 즉각적인 공격을 선택하였다.
이러한 알렉산드로스의 공격은 페르시아군의 허를 찔렀다. 마케도니아군은 중무장 보병 팔랑크스가 중앙에 배치하고 기병이 그 양쪽 측면에 배치하였다. 알렉산드로스 본인은 컴파니언 기병 (Companions)와 함께 우익에 있었다. 페르시아군은 마케도니아군의 돌격이 알렉산드로스가 있는 방면에 집중될 것이라 예상하고 병력을 중앙에서 측면으로 이동하였다.
전투는 전열에서 파르메니온 휘하의 마케도니아 좌익의 기병들과 경무장 보병대가 양동작전을 위해 공격을 시작하면서 개시되었다. 페르시아군은 마케도니아군 좌익에 공격에 대응하여 방어를 강화하였다. 이에 마케도니아군의 공격은 페르시아 군에게 격퇴되었다. 그러나 이때 알렉산드로스가 휘하의 기병부대를 이끌고 즐겨 사용하던 쐐기꼴 돌격을 시도해 페르시아군의 전열 중앙부분을 강타하였다.
페르시아군은 귀족들로 이루어진 기병대를 이끌고 반격을 가하였다. 전투는 혼전 양상을 띠었다. 몇몇 페르시아의 고위 귀족들은 알렉산드로스 자신이나 그의 경호부대에 의해 전사했으나 알렉산드로스 자신도 스피트리다테스(Spithridates)라는 이름의 페르시아 귀족에게 도끼로 공격당해 기절했다. 그러나 치명타를 가하기 전에 스피트리다테스는 클레이토스의 공격으로 인해 전사했고, 알렉산드로스는 빠르게 정신을 차렸다.
마케도니아 기병대는 좌측으로 방향을 전환한 후, 페르시아 기병대에 다가갔다. 이때 페르시아 기병대는 전면적인 전투가 개시된 후 마케도니아의 좌익부대와 전투를 벌이고 있었다. 알렉산드로스의 기병대가 이동함에 따라 빈 공간이 생겼고 후방에서 마케도니아 보병대가 이 공간을 통해 훈련도가 낮은 페르시아 보병대를 향해 돌격을 가했다. 이때 이미 많은 지휘관들이 전사한 페르시아 기병대는 중앙이 무너지는 것을 보고 퇴각하기 시작했고, 보병대 또한 궤주하기 시작했다. 페르시아군은 패주하면서 무수한 전사자들의 시체를 남겼다.
마케도니아군의 총 사상자는 300명에서 400명 사이이며 페르시아군은 대강 1,000명의 기병과 3,000명의 보병이 전사했는데, 대부분이 패주하면서 입은 피해였다. 페르시아에 고용되어 전투를 벌인 로도스의 멤논 휘하의 그리스 용병대는 기병대가 퇴각한 후에 전장에 남겨졌다. 이들은 처음에 알렉산드로스 대왕과 평화적으로 타협을 하려 하였으나 실패하였다. 전투 후 알렉산드로스 대왕은 이때까지 전투에서 별다른 역할을 맡지 못한 보병대로 하여금 용병대를 한 사람도 남기지 않고 학살하라는 명령을 내렸다. 18,000명의 용병들이 학살당하고 2,000명이 노예가 되어 마케도니아로 보내졌고 이곳에서 노역을 하게 되었다.
역사가 피터 그린은 캘리포니아 대학 출판부에서 나온 자신의 저서 《마케도니아의 알렉산더》(Alexander of Macedon)를 통해 이 전투에 대하여 통설과는 다른 이론을 내세웠다. 그린에 따르면 강둑은 페르시아 기병대가 아닌 보병대가 방어를 담당하고 있었으며 알렉산드로스 휘하의 군사들은 막무가내로 공격을 가하였으나 오히려 물러나야만 했다. 알렉산드로스는 마지못해 파르메니온의 조언을 받아들여 밤중에 명백한 지점에서 강을 넘었고 다음날 동이 틀 무렵 전투가 벌어졌다고 한다. 페르시아군은 서둘러 알렉산드로스가 강을 건넌 지점으로 이동하였고 뒤처진 보병대보다 먼저 빠른 기병대가 전장에 도착했다고 한다. 그리고 이후부터 전투는 고대의 사료들이 묘사한대로 진행되었다고 한다. 그린은 자신의 이론과 고대의 사료 사이의 차이를 알렉산드로스가 후에 자신의 처음 실패를 은폐하기 위해서 사실을 왜곡했다고 설명한다. 그린은 자신의 해석을 설명하기 위해 부록 전체에서 이 문제를 다루었고, 이는 아주 훌륭하게 서술되었다. 그라니코스 전투에 대한 그린의 해석은 전체적으로 합당해 보인다.
페르시아 보병대와 용병대가 기병대의 후방에 자리를 잡고 있었다는 일반적인 인식은 군사적인 관점에서 보면 아주 어리석은 일이다. 그러나 그 누구도 이 전투에서 페르시아의 지휘관들이 뛰어나다고 평가하지 않았기 때문에 기본적으로 공격에 유리하며 방어에는 알맞지 않은 기병부대로 하여금 강둑을 지키게 한데 의문을 품지 않았다. 기실 아무리 훈련이 안 되어 있어도 기병보다는 말뚝을 박아 보병으로 하여금 강안을 지키게 하는 것이 더 현명한 일로 이를 통해 강안 전체를 보강할 수 있기 때문이다. 그리고 기병대는 후방에 위치하여 돌파된 부분으로 달려가 적을 격퇴하면 그만이었다.(D-Day때 독일군 전차부대가 대서양 방어선의 후방에 배치된 것과 비슷하게 이해하면 될 것이다.)
그러나 자신의 거대한 자아와 고향에 패전 소식이 돌아갈 경우에 대한 정치적 고려로 인하여 알렉산드로스는 일시적인 패배도 인정할 수 없었다. 이로 인해 정치적 선전이 뒤따랐고 전투는 알렉산드로스가 호메로스적인 영웅으로서 적의 이빨에 자살과도 같은 돌격을 감행한 것으로 각색되었다.
그러나 그린은 자신의 해석이 단지 이론일 뿐임을 인정하고 있다.

## 영향
알렉산드로스는 전투에서 거의 전사할 뻔했다. 미트라다테스(Mithridates), 로에사케스(Rhoesaces), 스피트리다테스와 다른 페르시아군의 지휘관들이 전사했고, 아르시테스(Arsites)는 도망치는 데 성공하였으나, 얼마안가 자신의 영지에서 자살하였다.
소아시아의 그리스 도시들은 알렉산드로스에 의해 해방되었다. 알렉산드로스는 이 도시들을 교두보로 삼아 페르시아 제국을 정복하기 위한 원정을 준비하였다. 다리우스 3세는 알렉산드로스와 대결하는 책임을 그의 태수들에게 떠넘기고 있었다. 다리우스 3세는 멤논에게 해군과 해안지역의 지배권을 주어 마케도니아와 맞서게 하였다. 이수스 전투 이전까지 다리우스 3세는 이 젊은 마케도니아 정복자와 직접 맞설 생각이 없었다.